# Daniel Furaha Uma
 Daniel Furaha Uma, né à Nyarambe le 29 juillet 1980, est un homme politique de la République démocratique du Congo et député national, élu de la circonscription de Mahagi dans la province de l'Ituri,,,.

## Biographie
Daniel Furaha Uma est né à Nyarambe le 29 décembre 1980, élu député national dans la circonscription électorale de Mahagi dans la province de l'Ituri, il est membre du groupement politique RRC.